# Wango
Wango is een bestuurslaag in het regentschap Nias Barat van de provincie Noord-Sumatra, Indonesië. Wango telt 1426 inwoners (volkstelling 2010).